# Dominio de ideales principales
Un dominio de ideales principales (DIP) es un dominio de integridad en el que todo ideal es principal (está generado por un solo elemento). Cualquier dominio de ideales principales es también un dominio de factorización única, pero no al revés; esto es, que un dominio entero sea  DFU es una condición necesaria para que sea un DIP. En estos dominios existe siempre el concepto de máximo común divisor y el mínimo común múltiplo, hecho que no ocurre en los dominios de integridad en general. El máximo común divisor de {\displaystyle a} y {\displaystyle b} en un DIP es un elemento {\displaystyle d} del anillo tal que {\displaystyle \langle a,b\rangle =\langle d\rangle }.

## Ejemplos
Ejemplos de dominios de ideales principales:
- El anillo {\displaystyle \mathbb {Z} } de los números enteros.
- El anillo de polinomios en una variable con coeficientes en el cuerpo {\displaystyle \mathbb {K} }, {\displaystyle \mathbb {K} [x]}.
- El anillo de los enteros gaussianos, {\displaystyle \mathbb {Z} [i]}.
- El anillo de los enteros de Eisenstein, {\displaystyle \mathbb {Z} [\omega ]} donde {\displaystyle \omega } es una raíz cúbica de la unidad en {\displaystyle \mathbb {C} }.

Ejemplos de dominios íntegros que no son de ideales principales:
- El anillo de los polinomios en una variable con coeficientes enteros, {\displaystyle \mathbb {Z} [x]}. Basta considerar el ideal generado por {\displaystyle 2} y {\displaystyle x} y observar que dicho ideal no puede ser generado por un solo elemento.

- Si {\displaystyle \mathbb {K} } es un cuerpo y {\displaystyle \mathbb {K} [x,y]} es su anillo de polinomios en dos variables, entonces {\displaystyle \mathbb {K} [x,y]} no es dominio de ideales principales, pues el ideal generado por {\displaystyle x} e {\displaystyle y} no puede generarse por un solo elemento. Además este dominio íntegro es un ejemplo de dominio de factorización única que no es dominio de ideales principales.

## Propiedades
Sea R un dominio íntegro, las siguientes proposiciones son equivalentes:
- R es un dominio de ideales principales.
- Cada ideal primo de R es principal.
- R es un dominio de factorización única y un dominio de Dedekind. (Existen DFU que no son DIP y Dominios de Dedekind que no son DIP, por ejemplo {\displaystyle \mathbb {Z} [{\sqrt {-5}}]} es un dominio de Dedekind pero no un DIP).
- Cada ideal finitamente generado de R es principal y se cumple la condición de cadena ascendente para ideales principales.
- R admite una norma Dedekind-Hasse.(Las normas Dedekind-Hasse son una generalización de las normas admitidas en los dominios euclideos).